# Little Ethiopia (Los Angeles)

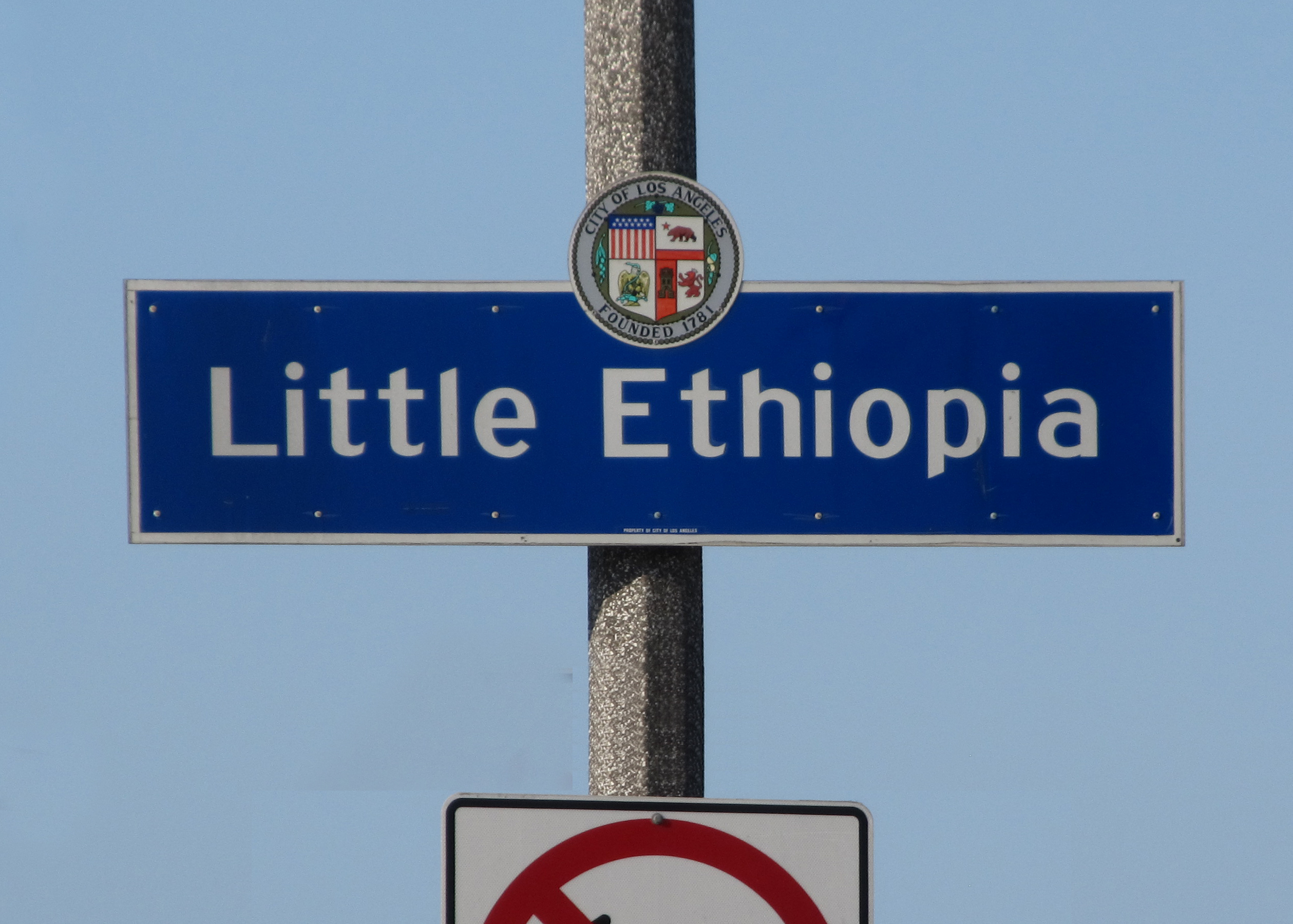
Cartello d'ingresso a Little Ethiopia

Little Ethiopia è un quartiere di Los Angeles, in California, che comprende la parte di Fairfax Avenue situata tra Olympic Boulevard e Pico Boulevard. La zona offre numerosi negozi e ristoranti etiopi, nonché una vasta popolazione di abitanti di origine etiope. Little Ethiopia è comparsa nei primi anni '90. In precedenza il quartiere, come il quartiere Fairfax a nord, aveva molti ristoranti ebraici.

## Geografia
Little Ethiopia si trova lungo la Fairfax Avenue tra Olympic Boulevard e Whitworth Drive a Los Angeles, California.
Si trova a nord-est di Faircrest Heights, a nord-ovest di Picfair Village, a est di Carthay Square ea ovest di Wilshire Vista.

## Storia
L'area ha un'alta concentrazione di imprese e ristoranti etiopi, nonché una significativa concentrazione di residenti di origini etiopiche ed eritree.

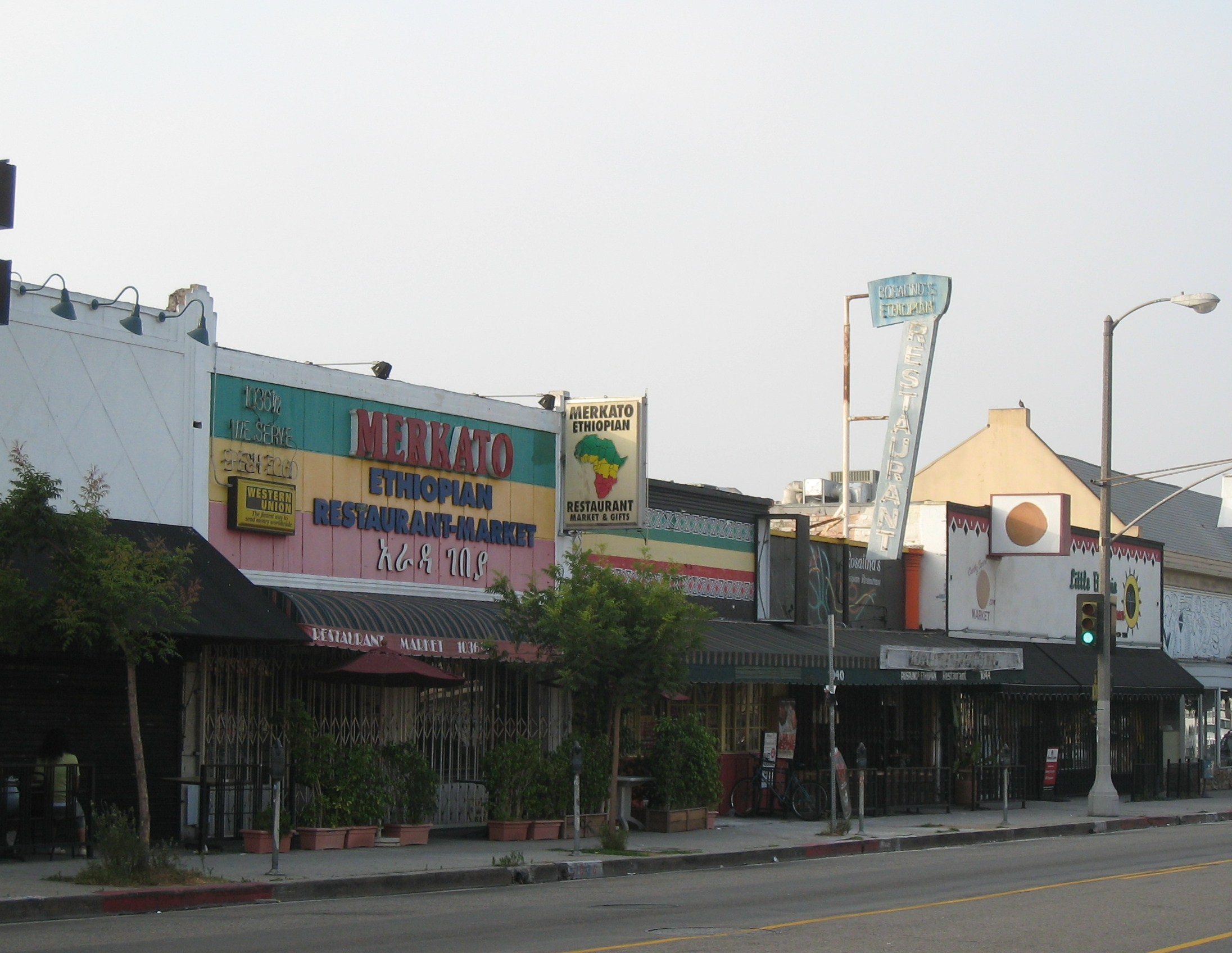
Negozi di Little Ethiopia lungo la Fairfax Avenue

Little Ethiopia risale ai primi anni '90. Questo tratto di Fairfax Avenue era occupato da attività ebraiche, come lo è ora il distretto di Fairfax a nord.
Negli anni '90, il quartiere fu chiamato "Little Addis", chiamato per la capitale dell'Etiopia, Addis Abeba. Nel 2002, la città conferì ufficialmente il nome "Little Ethiopia" al quartiere.